# پرات د کمته
پرات د کمته (به اسپانیایی: Prat de Comte) یک شهرستان در اسپانیا است که در Terra Alta واقع شده‌است.

## خصوصیات
پرات د کمته ۲۶٫۴ کیلومترمربع مساحت و ۲۰۵ نفر جمعیت دارد و ۳۶۵ متر بالاتر از سطح دریا واقع شده‌است.